# Chrysiptera leucopoma
Chrysiptera leucopoma là một loài cá biển thuộc chi Chrysiptera trong họ Cá thia. Loài này được mô tả lần đầu tiên vào năm 1830.

## Từ nguyên
Từ định danh leucopoma được ghép bởi hai âm tiết trong tiếng Hy Lạp cổ đại: leukós (λευκός, "trắng") và pôma (πῶμα, "nắp đậy"), hàm ý đề cập đến nắp mang màu trắng (có lẽ kiểu màu của mẫu vật đã ngâm trong formaldehyde).

## Phân loại học
C. leucopoma trước đây chỉ được xem là một danh pháp đồng nghĩa của Chrysiptera brownriggii (mặc dù cả hai có kiểu hình khác biệt hoàn toàn). Bằng chứng di truyền cho thấy, trình tự DNA ty thể của C. leucopoma có sự khác biệt so với C. brownriggii, nên C. leucopoma được công nhận là một loài hợp lệ có phân bố ở Thái Bình Dương, còn phạm vi của C. brownriggii chỉ giới hạn ở Ấn Độ Dương.

## Phạm vi phân bố và môi trường sống
Từ Indonesia, phạm vi của C. leucopoma trải dài đến quần đảo Marquises và đảo Wake ở phía đông, ngược lên phía bắc đến vùng biển Nam Nhật Bản, giới hạn phía nam đến hai bờ đông-tây Úc, xa hơn là đến quần đảo Australes, phía tây đến đảo Giáng Sinh.
Tại Việt Nam, những ghi nhận của C. brownriggii ở đảo Lý Sơn (Quảng Ngãi), Ninh Thuận, Côn Đảo, cù lao Chàm (Quảng Nam), cù lao Câu (Bình Thuận) cùng quần đảo Hoàng Sa và quần đảo Trường Sa có lẽ là chỉ đến C. leucopoma.
Như loài chị em C. brownriggii, C. leucopoma thường sống ở khu vực có nền đáy đá vụn và có nhiều sóng.

## Mô tả
C. leucopoma có màu vàng với một dải sọc xanh lam óng dọc theo lưng và kéo dài đến cuống đuôi. Một đốm đen lớn thường xuất hiện phía sau vây lưng (dải sọc có thể đứt đoạn ở vị trí này), ít gặp hơn ở cuống đuôi. Cá con của C. brownriggii lại có kiểu hình tương tự như C. leucopoma.
Chrysiptera caeruleolineata cũng có chung kiểu hình như C. leucopoma, và cả hai loài được nghĩ là có quan hệ họ hàng gần với nhau.

## Sinh thái học
Như loài chị em C. brownriggii, thức ăn của C. leucopoma chủ yếu là tảo.